# Myosorex tenuis
Myosorex tenuis är en däggdjursart som beskrevs av Thomas och Harold Schwann 1905. Myosorex tenuis ingår i släktet Myosorex och familjen näbbmöss. IUCN kategoriserar arten globalt som otillräckligt studerad. Inga underarter finns listade i Catalogue of Life. Populationen listades en längre tid som synonym till Myosorex cafer och sedan 2005 godkänns den som art på grund av en avvikande karyotyp.
Arten når en kroppslängd (huvud och bål) av 75 till 92 mm och en svanslängd av 37 till 45 mm. Den har 12 till 14,5 mm långa bakfötter och 8 till 10 mm långa öron. Ovansidan är täckt av mörkbrun päls och pälsen på undersidan är lite ljusare. Ibland förekommer en silver skugga på buken. Även svansens undersida är lite ljusare än svansens ovansida. Klorna är ganska långa.
Denna näbbmus förekommer i östra Sydafrika i regionen Transvaal. Det är nästan inget känt om artens levnadssätt.
Individer hittades bland annat i gräset intill vattendrag och under omkull störtade träd i skogen. Utbredningsområdet är ett högland som ligger upp till 1600 meter över havet.